# Charles Sylvestre
Charles Sylvestre (* 2. September 1922 in St. Joachim, Ontario; † 22. Januar 2007 im Kingston Penitentiary, Kingston, Ontario) war ein kanadischer römisch-katholischer Priester, der seine Position ausnutzte, um Kinder sexuell zu missbrauchen. Seine Vergehen zählen zu den schlimmsten Fällen von sexuellem Missbrauch in der römisch-katholischen Kirche in Kanada. Er bekannte sich 2006 schuldig, zwischen 1954 und 1984 insgesamt 47 Mädchen sexuell missbraucht zu haben.

## Leben

### Beruflicher Werdegang
Charles Henri Sylvestre wuchs in St. Joachim, Ontario auf, wo er die Primary School besuchte. Anschließend studierte er Kunstwissenschaft am Sacred Heart College in Sudbury, Ontario und schloss mit einem Bachelor-Abschluss ab. Anschließend studierte er Philosophie und Theologie am St. Peter’s Seminary in London, Ontario. Am 21. Mai 1948 empfing er die Priesterweihe. Seine erste Arbeitsstelle wurde St. Alphonsus Parish in Windsor, Ontario, wo er bis 1953 als Hilfsgeistlicher arbeitete.
Von 1953 bis 1954 half er in Hamilton, Ontario St. Charles Garnier aufzubauen. Anschließend wechselte er zur Gemeinde Sacred Heart in Windsor sowie in LaSalle als Hilfsgeistlicher. Während dieser Zeit missbraucht er zum ersten Mal mindestens vier Mädchen. Von 1957 bis 1958 wurde er Intendant am King’s College. Als Kaplan an der Mädchenschule Mount St. Joseph’s missbraucht er wiederum zwei Mädchen.
Von 1958 bis 1962 arbeitete er als Pastor in St. Thomas Aquinas in Sarnia. Dort missbrauchte er sieben Mädchen. Als die Polizei auf Grund der Aussagen einer Schwester die Untersuchungen aufnahm, wurde Sylvestre nach Montreal versetzt und die Ermittlungen Hverliefen im Sande. Sylvestre besuchte von 1967 bis 1968 die Diözese Holy Cross Fathers in Montreal. Seiner Verbrechen bewusst, versucht er dort Wiedergutmachung zu leisten und studierte mindestens ein Semester am St. Michael’s College.
Von 1963 bis 1968 nimmt er doch wieder Gemeindearbeit an und arbeitete in Delhi, Windsor und Port Dover. Außerdem war er Bibliothekar am Regina Mundi Catholic College in London. 1968 wurde er unter Gerald Emmett Carter Pfarrer im St. Ursula’s Parish in Chatham, Ontario. In dieser Zeit missbrauchte er 29 Frauen.
Von 1980 bis 1989 wechselte er als Pfarrer zu Immaculate Conception in Pain Court, Ontario, wo vier Mädchen zu seinen Opfern zählen.
1989 gab das Bistum ein Papier heraus, das sich mit dem sexuellen Missbrauch innerhalb der Kirche und dem Umgang damit beschäftigte. Im Rahmen dieser Richtlinie kommen mehrere Taten von Sylvestre heraus. Ihm wurde nahegelegt eine Entzugsklinik zu besuchen. In Michigan unterzog er sich einer dreimonatigen Therapie. 1992 fand eine Anhörung statt, während der er psychiatrisch untersucht wurde. Am 13. August 1993 wurde er in den Ruhestand versetzt. Während viele Fälle in jener Zeit ans Licht kamen, dauerte es noch bis zum 2. Juli 1996, bis er zum ersten Mal angeklagt wurde.

### Gerichtliche Auseinandersetzungen und Verurteilung
1996 wurde er von zwei Frauen angeklagt, diese im Bistum London missbraucht zu haben. Die beiden Frauen forderten 5,25 Millionen Kanadische Dollar. Das Verfahren dauerte bis zum 16. Oktober 2000 an. Die beiden Frauen erhielten in einem Vergleich jede 100.000 Dollar, ohne dass es zu einem Schuldeingeständnis kam.
Nachdem mehrere Geistliche verurteilt wurden, öffnete sich die Diözese 2002 für polizeiliche Ermittlungen, gewährte der Polizei vollen Zugang zu allen Unterlagen und beteiligte sich öffentlich an der Aufklärung. Die Geschichte einiger Opfer wurde literarisch aufgearbeitet. Eine Task Force untersuchte die Vorwürfe gegenüber der Diözese. Am 21. Juli 2005 wurde Sylvestre schließlich verhaftet. Zu diesem Zeitpunkt war er 82 Jahre alt und litt unter fortgeschrittener Demenz. Zu den Vorwürfen zählten Missbrauch und Vergewaltigung von Kindern unter 14 Jahren. Das jüngste Opfer war zu Beginn 7 Jahre alt. Lou Ann Soontiens wurde nach sieben Jahren Missbrauch im Alter von 14 Jahren schwanger. Eine Abtreibung wurde organisiert. Der einzige Besucher war Sylvestre. Sie erhielt im Mai 2009 für ihr Leid 1,75 Millionen Kanadische Dollar. Dabei handelte es sich um die höchste Summe, die in Kanada jemals an ein Opfer eines Missbrauchs gezahlt wurde.
Im August 2006 bekannte sich Charles Sylvestre schuldig, zwischen 1954 und 1984 insgesamt 47 Mädchen sexuell missbraucht zu haben. Am 6. Oktober 2006 wurde er zu drei Jahren Gefängnis verurteilt. Er starb drei Monate später im Gefängnishospital vom Kingston Penitentiary am 22. Januar 2007 unter natürlichen Umständen im Alter von 84 Jahren. Seitdem wurden 13 weitere Fälle bekannt.